# Le Léopard de la jungle noire
Pour plus de détails, voir Fiche technique et Distribution.
Le Léopard de la jungle noire (titre original : Sandokan contro il leopardo di Sarawak) est un film italo-allemand de Luigi Capuano sorti en 1964. Il fait suite au Trésor de Malaisie.

## Fiche technique
- Titre original : Sandokan contro il leopardo di Sarawak
- Titre français : Le Léopard de la jungle noire
- Titre anglophone : Return of Sandokan
- Réalisation : Luigi Capuano
- Scénario : Luigi Capuano et Arpad DeRiso d'après le roman d'Emilio Salgari
- Directeur de la photographie : Bitto Albertini
- Montage : Antonietta Zita
- Musique : Carlo Rustichelli
- Costumes : Elio Micheli
- Production : Ottavio Poggi
- Format : Couleur - 2,35:1 - 35 mm - Son mono
- Genre : Film d'aventure
- Pays : Italie, Allemagne de l'Ouest
- Durée : 88 minutes
- Dates de sortie :
  -  Italie : 18 octobre 1964
  -  Allemagne de l'Ouest : 9 avril 1965
  -  France : 8 juin 1966[1]
- Affiche : Constantin Belinsky (France)

## Distribution
- Ray Danton (VF : Jean-Claude Michel) : Sandokan
- Franca Bettoia (VF : Lily Baron) : Samoa
- Guy Madison (VF : Jacques Deschamps) : Yanez
- Mario Petri (VF : Yves Brainville) : Sir Charles Brooks
- Alberto Farnese : Tremal Naik
- Mino Doro : Lumbo
- Aldo Bufi Landi : Rajani
- Giulio Marchetti : Sagapar
- Ferdinando Poggi : Assumbata
- Franco Fantasia : Kuron
- Hal Frederick : Kalam